# Wapen van Rinsumageest

Wapen van Rinsumageest

Het wapen van Rinsumageest is het dorpswapen van het Nederlandse dorp Rinsumageest, in de Friese gemeente Dantumadeel. Het wapen werd in 1987 geregistreerd.

## Beschrijving
De blazoenering van het wapen luidt als volgt:
In goud een groene dwarsbalk, beladen met een gouden ganzeveer; de balk van boven en van onder vergezeld van twee rode, burchten, geopend van het veld.
De heraldische kleuren zijn: goud (goud), sinopel (groen) en keel (rood).

## Symboliek
- Gouden velden: staat voor de zandgrond uit de plaatsnaam. "Geest" betekent namelijk hoge zandige grond.[2]
- Vier burchten: verwijzen naar de vier staten die het dorp eertijds rijk was. Dit waren: Eysinga State, Juwsma State, Melkema State en Tjaarda State.[3]
- Groene dwarsbalk: duidt op de groene omgeving van het dorp.[2]
- Ganzenveer: staat symbool voor de uit Rinsumageest afkomstige kroniekschrijver Worp van Thabor.[3]

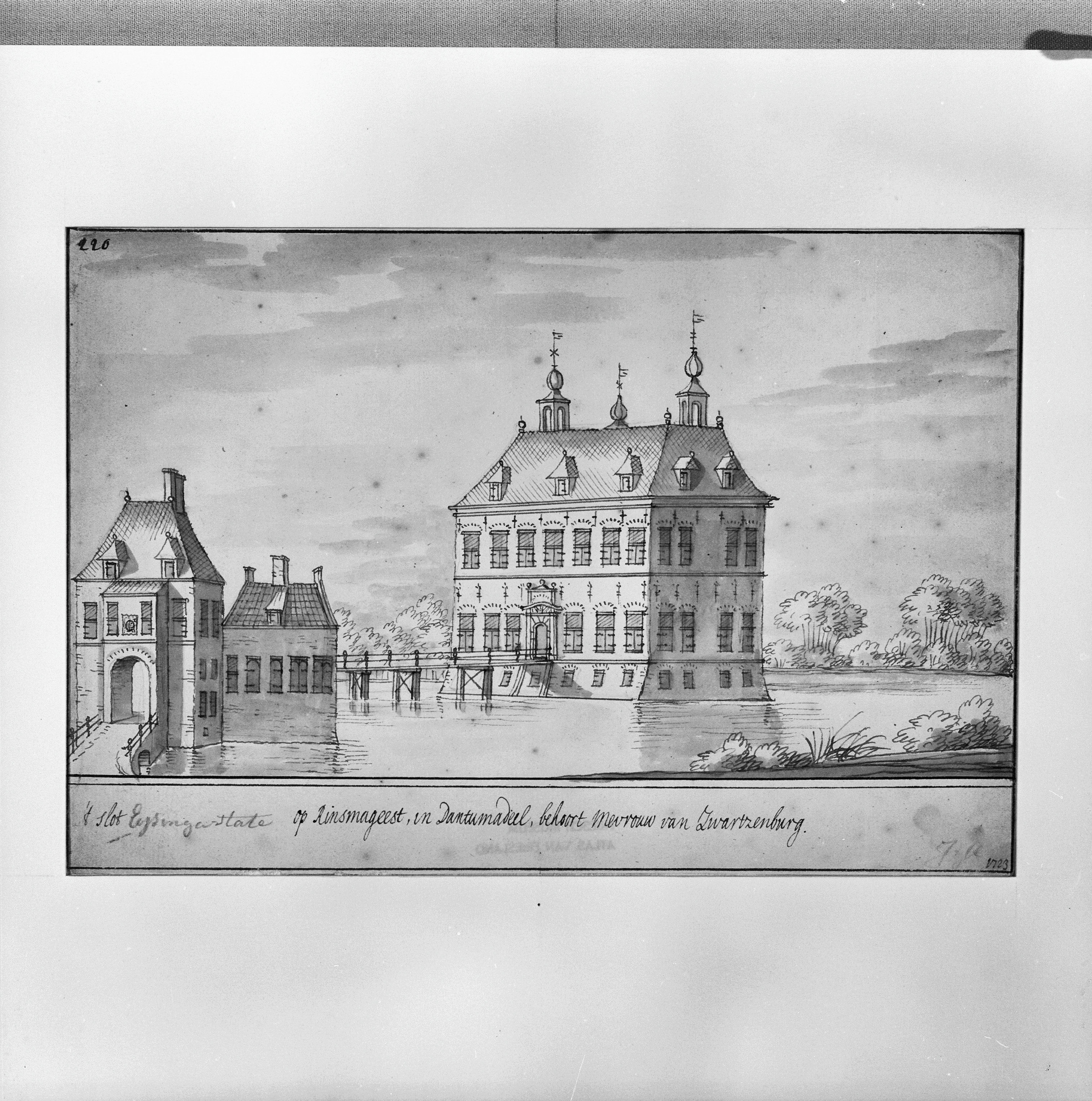
De Eysinga State op een tekening van Jacobus Stellingwerff.
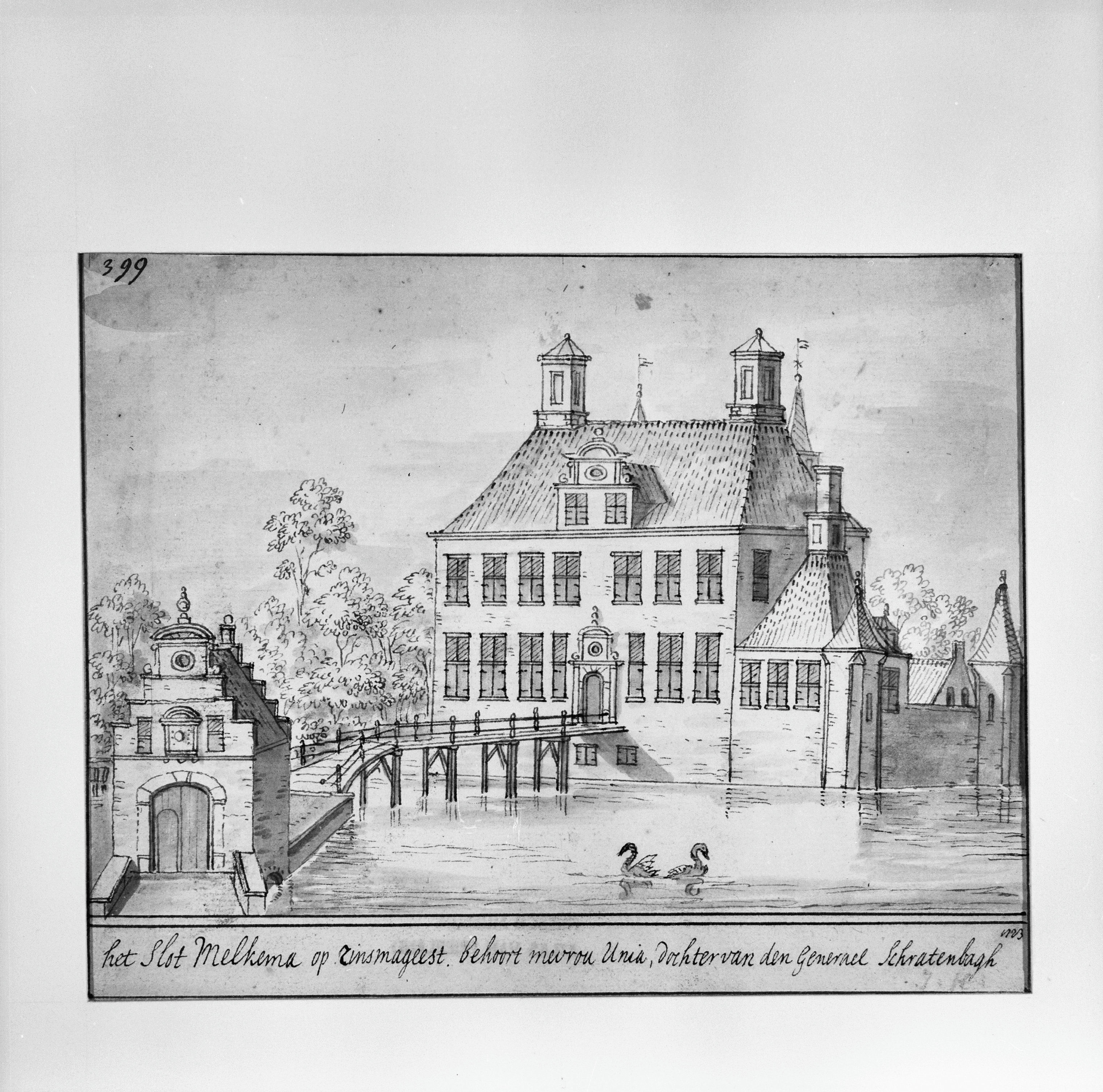
De Melkema State op een tekening van Jacobus Stellingwerff.
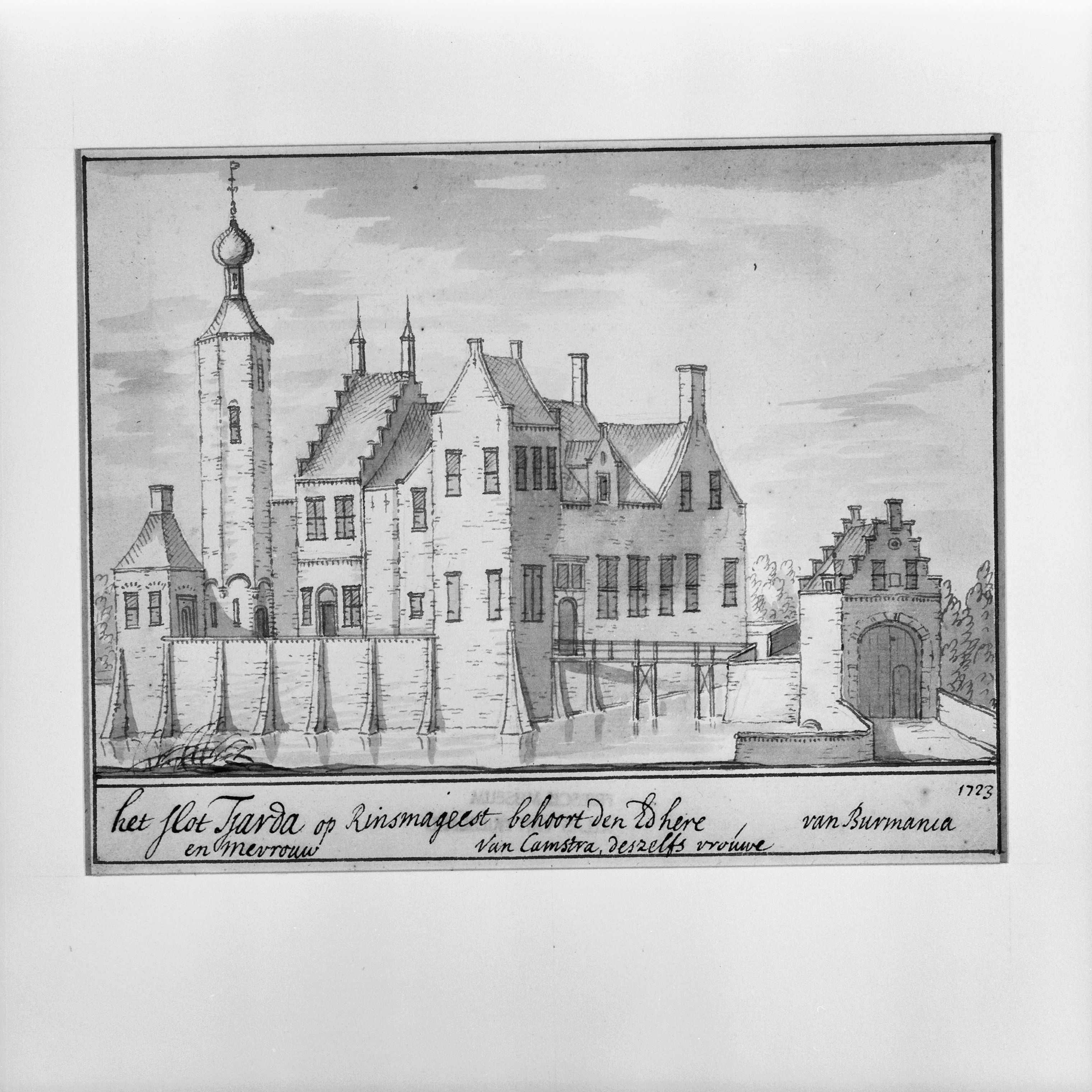
De Tjaarda State op een tekening van Jacobus Stellingwerff.

## Zie ook

Vlag van Rinsumageest